# Tuzla Air Base
Tuzla Air Base était une base sous contrôle de l'US Army et United States Air Forces in Europe située en Bosnie-Herzégovine dans l'enceinte de l'aéroport international de Tuzla entre 1995 et 2007.

## Historique
À l'époque de la Yougoslavie, l'aéroport international abritait une petite base d'entraînement de l'armée populaire yougoslave.
En 1993, durant la guerre de Bosnie, la Forpronu s'assurait le contrôle de l'aéroport.
Après les accords de Dayton, en novembre 1995, elle passa sous celui des forces armées des États-Unis pour soutenir la Sfor de l'OTAN.
Elle abritait un détachement du 401st Air Expeditionary Wing.
Fin juin 2007, elle passa sous la responsabilité des autorités de la Bosnie-Herzégovine .